# Borda de Perutxo (les Esglésies)
La Borda de Perutxo és una borda del terme municipal de Sarroca de Bellera, del Pallars Jussà.
Està situada a ponent del poble de les Esglésies, a l'esquerra del barranc del Bosc. És al vessant de llevant del Tossal de Prat d'Hort,